# Бобруйки (Гомельская область)
Бобруйки (бел. Бабру́йкі) — деревня в Добрынском сельсовете Ельского района Гомельской области Беларуси.

## Административное устройство
До 15 января 2023 года входила в состав Млынокского сельсовета. В связи с объединением Добрынского и Млынокского сельсоветов Ельского района Гомельской области в одну административно-территориальную единицу — Добрынский сельсовет, включена в состав Добрынского сельсовета.

## География

### Расположение
В 5 км на восток от районного центра и железнодорожной станции Ельск (на линии Калинковичи — Овруч).

### Гидрография
Река Мытва (приток реки Припять); на северо-западе плотина и Бобруйковское водохранилище (на реке Мытва).

## Транспортная сеть
Транспортные связи по просёлочной, затем автомобильной дороге Княжеборье — Ремезы. Планировка состоит из прямолинейной улицы, ориентированной с юго-запада на северо-восток, к которой с юга присоединяются 2 короткие улицы. Застройка деревянная, усадебного типа.

## История
По письменным источникам известна с XVIII века как деревня в Речицком повете Минского воеводства Великого княжества Литовского. После 2-го раздела Речи Посполитой (1793 год) в составе Российской империи. В 1811 году во владении Гольста. Согласно переписи 1879 года в Наровлянской волости.
В 1921 году действовала начальная школа, для которой было выделенное национализированное здание. В 1930 году организован колхоз. 52 жителя деревни Бобруйки и посёлка Ульяновка погибли в годы Великой Отечественной войны. В 1959 году в составе совхоза «Млынок» (центр — деревня Млынок), размещался клуб.

## Население

### Численность
- 2004 год — 37 хозяйств, 81 житель.

### Динамика
- 1879 год — 28 дворов, 168 жителей.
- 1897 год — дворов, житель (согласно переписи).
- 1908 год — 45 дворов, 293 жителя.
- 1921 год — 70 дворов 314 жителей.
- 1959 год — 261 житель (согласно переписи).
- 2004 год — 37 хозяйств, 81 житель.